# Dioscorea cyphocarpa
Dioscorea cyphocarpa là một loài thực vật có hoa trong họ Dioscoreaceae. Loài này được C.B.Rob. ex Knuth mô tả khoa học đầu tiên năm 1917.